# Belváros (Békéscsaba)
Békéscsaba belvárosa Békéscsaba megyei jogú város belső részeit foglalja magába, ami döntő részben beépített, aránylag magas népsűrűséggel rendelkező, városias terület. Területileg és népesség szerint is a legnagyobb, míg az összes fontos közintézmény és gazdasági egység, valamint műemlék ezen a részen helyezkedik el.

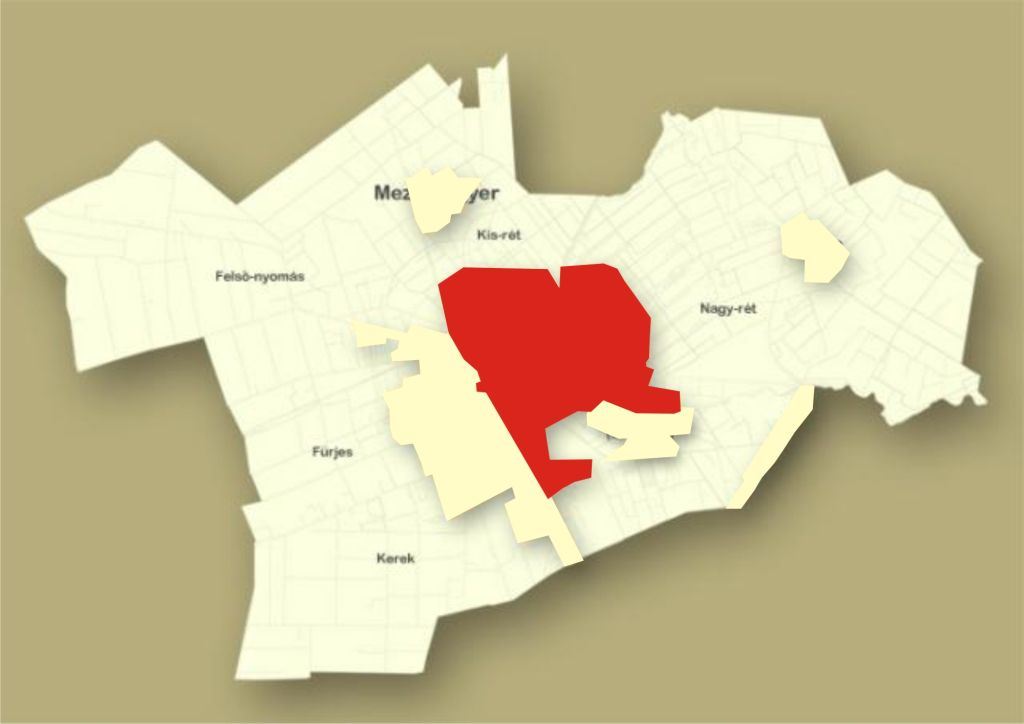
A városrész elhelyezkedése

## Fekvése
A városrész szinte teljes egészében megegyezik az egykori történelmi Csaba nevű település törzsterületével. Nyugatról a 120-as vasúti fővonal jelenti a határt Jamina felé, északról, keletről a város beépített határa a választóvonal, ez jellemzően az egykoron a Körös árvizei ellen épített körgát jelenti, kivéve a keleti városrészt, ami kívül fekszik ezen a területen. Délkelet felé szintén a körgát jelzi a Lencsési-lakóteleptől való különállását, míg délen szintén a beépített területek végei a határvonalak. Tengerszint feleletti magassága hasonlóképp alakul, mint az anyatelepülésének, 85-90 méterrel a tengerszint felett. A területet keleten átszeli az Élővíz-csatorna.

## Története
Története gyakorlatilag teljesen megegyezik a megyeszékhely történelmével, mert 1890-ig Békéscsaba-központ maga az egész város is volt. Ebben az évben kapcsolták a városhoz Jaminát, majd 1970-ben Mezőmegyert, szintén a 70-es években kezdődött meg a Lencsési-lakótelep építése az addig beépítetlen területen, míg legvégül Gerla olvadt bele a városba 1984-ben.

## Lakossága
A népszámlálások során külön külön nem foglalkoztak a területtel, így azt csak becsülni lehet. A 67 000 körüli lakosságszámból minden bizonnyal az abszolút többség itt lakik, olyan 30 000 személy bizonyosan a központi terület lakója. Mivel belvárosi, városiasodott területekről van szó, ezért feltehetőleg az itt lakó népesség mutatói (korösszetétel, elvégzett iskolai osztályok száma, kereseti lehetőségek) kedvezőbben mind a városi, mind az országos átlagnál is.

## Közlekedése
Közlekedése hasonlóan rendkívül szorosan kötődik az egész város rendszeréhez. Vasúton a MÁV „Békéscsaba” állomásán keresztül kapcsolódik az országos hálózathoz, a városrész nyugati részén helyezkedik el a pályaudvar. Közúti közlekedésében a legjelentősebb változást a 2006 végén átadott elkerülőút jelentette, innentől kezdve az átmenőforgalom és a nehézgépjárművek immáron nem hajtanak be a belvárosba. A tömegközlekedést a Volánbusz végzi a várossal kötött szerződés alapján. Mindegyik helyi, illetve helyközi járat érinti a településrészt, mivel a központi autóbusz-pályaudvar is itt található, a vasútállomás mellett. Így közlekedésileg Békéscsaba legjobb helyzetben lévő része. Ezen a részen az úthálózat gyakorlatilag 100%-ban aszfaltozott, ami nem mondható el a többi városrészről.

## Oktatás
Központi jellegéből adódóan itt összpontosul a legtöbb oktatási intézmény. Egyedül az általános iskolák között akadnak olyanok a körzetesítés miatt, amelyek nem itt helyezkednek el: József Attila, Szabó Pál téri, Mezőmegyeri és Gerlai általános iskolák. Az összes középfokú, illetve felsőfokú intézmény a központ területén helyezkedik el.

## Sport
A város jelentősebb sporttelepei mind a központi részen helyezkednek el, annak is főleg keleti részén: (Kórház utcai stadion, Városi Sportcsarnok, Főiskola tornaterme, Mester Klub. Kivételt jelent ez alól a Kazinczy Ferenc Általános Iskola illetve a Belvárosi Általános Iskola és Gimnázium tornaterme, amelyek nagyon jó helyen, teljesen a belvárosban találhatók. A Belvárosi Általános Iskola és Gimnázium sportlétesítményeihez fedett uszoda is tartozik. Két sporttelep fekszik más városrészben, a megyei első osztályban játszó Jamina futballcsapata értelemszerűen a jaminai városrészben játszik, míg a gerlai focicsapat székhelye Gerlán van.